# 圣埃夫斯特拉蒂奥斯
圣埃夫斯特拉蒂奥斯（希臘語：Άγιος Ευστράτιος）是希腊北愛琴大區利姆诺斯专区的市镇及同名村庄。市镇面积为43.325平方公里，2021年人口数量为257人。
圣埃夫斯特拉蒂奥斯市镇包括聖埃夫斯特拉蒂奧斯島及附近两个小岛。